# Coelichneumon walleyi
Coelichneumon walleyi là một loài tò vò trong họ Ichneumonidae.